# Poczwarówkowate
Poczwarówkowate (Vertiginidae) – rodzina lądowych ślimaków trzonkoocznych (Stylommatophora), obejmująca ponad 200 gatunków o holarktycznym zasięgu występowania. W malakofaunie Polski stwierdzono 17 z nich. W stanie kopalnym znane są z górnego paleocenu.
Zajmują różnorodne siedliska: od lasów po półotwarte i otwarte tereny o różnym podłożu, roślinności i wilgotności. Żywią się bakteriami i grzybami pobieranymi z żywych i martwych roślin.
Muszla poczwarówkowatych przyjmuje różnorodne kształty. Najczęściej jest jajowata lub jajowato-walcowata, rzadziej walcowato-stożkowata lub wrzecionowata. Wysokość muszli zazwyczaj nie przekracza 2 mm, u niektórych tylko gatunków sięga 4 mm.

## Podział systematyczny
W obrębie rodziny poczwarówkowatych wyróżnia się następujące rodzaje zgrupowane w dwóch podrodzinach:
- Nesopupinae Steenberg, 1925
  - Bothriopupa Pilsbry, 1898
  - Costigo O. Boettger, 1891
  - Cylindrovertilla O. Boettger, 1881
  - Glandicula F. Sandberger, 1875 †
  - Indopupa Pilsbry & C.M. Cooke, 1920
  - Insulipupa Pilsbry & C.M. Cooke, 1920
  - Lyropupa Pilsbry, 1900
  - Minacilla H. Nordsieck, 2014 †
  - Negulopsis H. Nordsieck, 2014 †
  - Nesopupa Pilsbry, 1900
  - Nesopuparia Pilsbry, 1926
  - Nesoropupa Gargominy, 2008
  - Paracraticula Oppenheim, 1890 †
  - Pronesopupa Iredale, 1913
  - Trigonopupa H. Nordsieck, 2014 †
- Vertigininae Fitzinger, 1833
  - Vertigo O.F. Müller, 1773

Następujących rodzajów kopalnych nie przypisano do żadnej z podrodzin (incertae sedis):
- Acmopupa O. Boettger, 1889 †
- Propupa Stworzewicz & Pokryszko, 2006 †
- Pseudelix O. Boettger, 1889 †
- Tetoripupa Isaji, 2010 †

Rodzajem typowym rodziny jest Vertigo.